# Nicolas de Bonneville (député)
Pour les articles homonymes, voir Nicolas de Bonneville et Bonneville.
Nicolas de Bonneville est un homme politique français né le 18 décembre 1732 à Chamblac (Eure) et décédé le 26 novembre 1805 au même lieu.
Maréchal de camp au moment de la Révolution, il est député de la noblesse aux états généraux de 1789 pour le bailliage d’Évreux. Favorable aux idées nouvelles, il sert dans l'armée du Nord en 1793. Sous le Consulat, il est président du conseil général de l'Eure.